# Pseudobombax simplicifolium
Pseudobombax simplicifolium är en malvaväxtart som beskrevs av André Georges Marie Walter Albert Robyns. Pseudobombax simplicifolium ingår i släktet Pseudobombax och familjen malvaväxter. Inga underarter finns listade i Catalogue of Life.